# Wadi Howar
Wadi Howar (Wadi Howa) è un Wadi che attraversa il Sudan e il Ciad. Si trova a circa 400 chilometri a nord-est dall'Altopiano del Ouaddai in Ciad attraverso il Nord del Darfur, prima di perdersi nel deserto libico. Nella sua parte ovest fa da confine naturale tra Sudan e Ciad, separando la parte ovest del Sudan e la regione Borkou-Ennedi-Tibesti del Ciad.
Questo Wadi è ciò che resta dell'antico Nilo Giallo, un tributario oggi estinto del Nilo, attivo durante il Neolitico Subpluviale, dove era uno dei fiumi più grandi e perenni, poi divenne una zona paludosa circondata da laghi sostenuti dalla pioggia, fino ad estinguersi circa 2000 anni fa, quando il Sahara è tornato alle dimensioni odierne[1]. Incontrava il Nilo nella parte Sud della Grande Curva. L'odierna arida regione nell'ovest della Nubia (nord del Sudan) era collegato al Nilo tramite un altro tributario sconosciuto lungo 400 km. da 9500 a 4500 anni fa, il fiume Howar scorreva attraverso un ambiente caratterizzato da numerosi laghi d'acqua dolce e corridoi d'acqua. Animali della Savana e pastori occupavano la regione, quando oggi la regione riceve al massimo 25 mm di pioggia all'anno. L'ultima attività perenne del fiume risale a quando il confine del deserto era circa a 300 km dalla regione 2000 anni fa.
Wadi Howar era il più grande dei tributari del Nilo, raggiungendo circa i 1.100 km di lunghezza totale, studi dell'area mostrano un cambiamento radicale del clima verso il 4000-3000 A.C, passando da savana a steppa e successivamente a deserto. L'area venne abitata dal 6000 A.C fino al 2000 A.C e mostrano cambiamenti nello stile artigiano nella realizzazione di utensili e vasi e uso della ceramica per l'inizio del quarto millennio
L'area intorno al Wadi Howar centrale venne abitata per prima, poiché le aree intorno al Wadi Howar Basso e Alto erano troppo piovose e paludose per essere abitate.ma quando iniziò la desertificazione, il Basso Wadi Howar venne abitato per l'inaridimento del Wadi Howar Centrale, non più adatto.
Il cambiamento fu molto probabilmente causato dal 5.9 kiloyear event ed il 4.2 Kiloyear Event, degli eventi che coinvolsero il cambiamento della direzione della corrente dell'Atlantico ed sono attribuiti ai periodi molto aridi più recenti che la Terra abbia avuto, portando alla dessicazione di massa e alla formazione del deserto del Sahara, oltre che alla nascita di altri deserti come Rub al'Khali nella Penisola Arabica